# Poročnik fregate (Slovenska vojska)
Poročnik fregate je pomorski častniški vojaški čin v uporabi v Slovenski vojski (SV). Poročnik fregate je tako nadrejen poročniku korvete in podrejen poročniku bojne ladje. Pomorski čini Slovenske vojske (in s tem tudi ta čin) so bili uvedeni leta 1995.
Čin je enakovreden činu nadporočnika, ki ga uporabljajo častniki pehote oz. vojnega letalstva; do leta 2002 je bil čin enakovreden činu stotnika. V skladu s Natovim standardom STANAG 2116 čin spada v razred O-1.

## Oznaka
Prvotna oznaka čina (1995-2002) je bila ista kot oznaka stotnik, le da je namesto lipovega lista imela sidro.
Z reformo leto 2002 je bila uvedena nova oznaka čina, ki je sestavljena iz ozkega in širokega traku s pentljo.

## Zakonodaja
Poročnike fregate imenuje minister za obrambo Republike Slovenije na predlog načelnika Generalštaba Slovenske vojske.
Vojaška oseba lahko napreduje v čin , če je s činom poročnika korvete razporejen na dolžnost, za katero se zahteva čin poročnika fregate ter je to dolžnost opravljal najmanj eno leto s službeno oceno »odličen«.